# Pompéjac
Pompéjac é uma comuna francesa na região administrativa da Nova Aquitânia, no departamento da Gironda. Estende-se por uma área de 9,81 km². Em 2010 a comuna tinha 267 habitantes (densidade: 27,2 hab./km²).